# Dicranum fagimontanum
Dicranum fagimontanum là một loài rêu trong họ Dicranaceae. Loài này được Brid. mô tả khoa học đầu tiên năm 1806.